# 萊姆斯通縣 (德克薩斯州)
石灰岩縣（英語：Limestone County）是美國德克薩斯州中部和東部過渡地帶的一個縣。面積2,417平方公里。根據美國2000年人口普查，共有人口22,051人，其中白人占70.75%、非裔美国人占19.07%，拉美裔人佔12,97%。縣治格羅斯貝克（Groesbeck）。
成立於1846年4月11日。縣名來自當地的石灰岩。